# Dorfkirche Schönefeld (Beelitz)

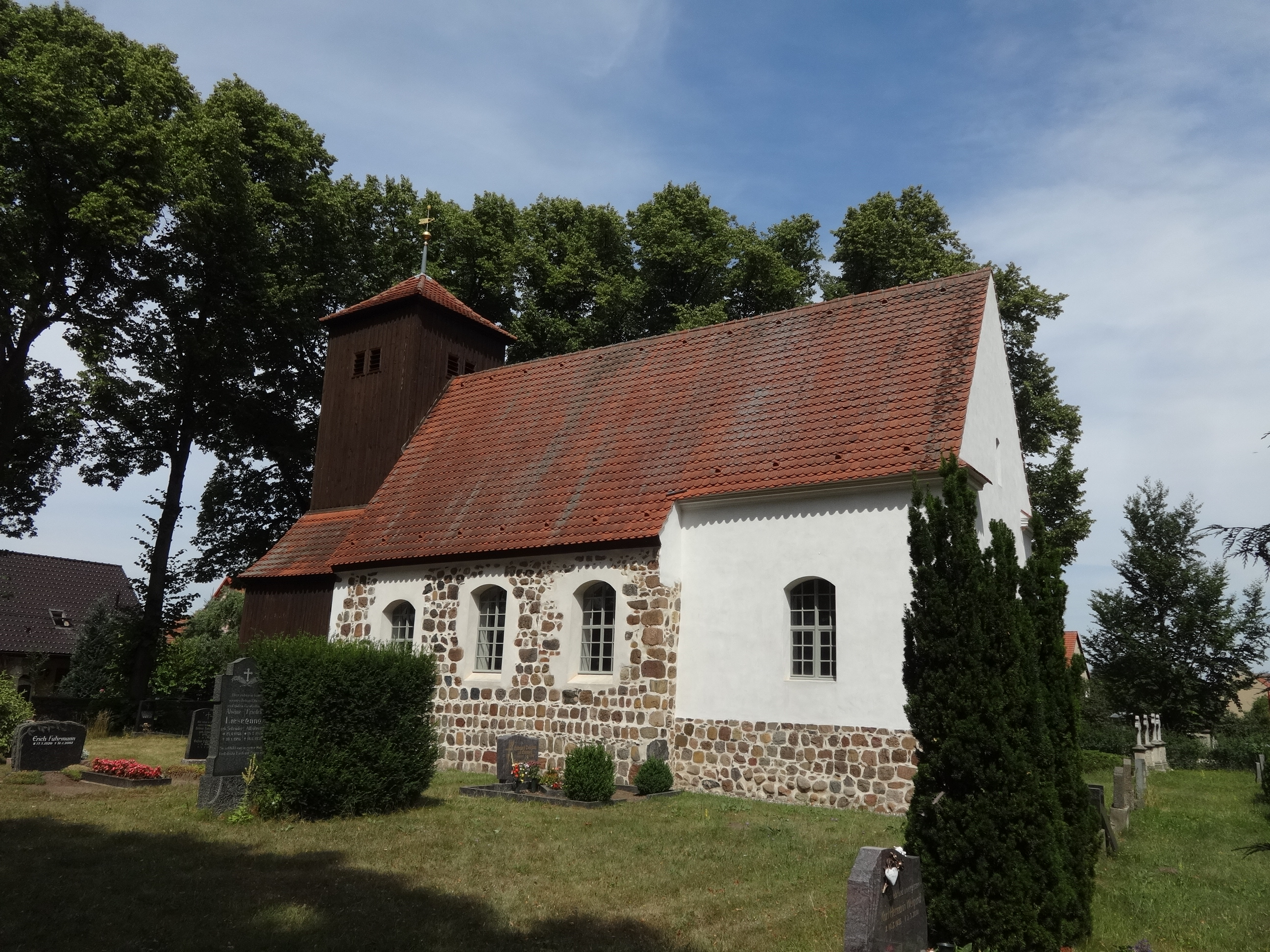
Dorfkirche Schönefeld

Die evangelische Dorfkirche Schönefeld ist eine Feldsteinkirche in Schönefeld, einem Gemeindeteil der Stadt Beelitz im Landkreis Potsdam-Mittelmark in Brandenburg.

## Geschichte
Der Sakralbau entstand im 13. Jahrhundert. Zur Zeit des Barock wurde das Bauwerk umfassend erneuert und um einen Westturm ergänzt. Im Jahr 1967 erfolgte eine Sanierung.

## Architektur

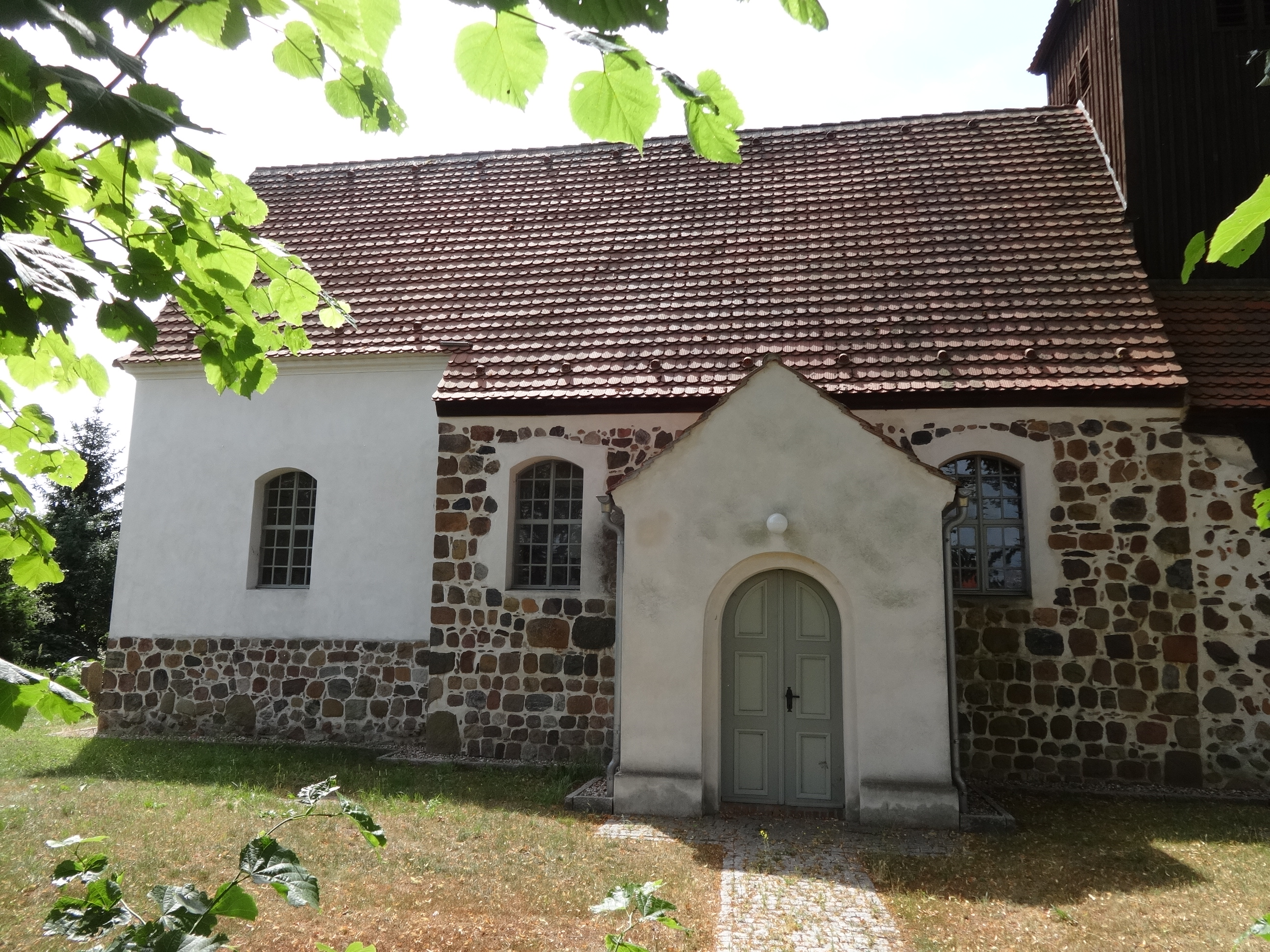
Ansicht von Norden

Das Kirchenschiff entstand aus überwiegend behauenen Feldsteinen. Sie sind auf der südlichen Kirchenwand im unteren Bereich gleichmäßig und sorgfältig geschichtet. Im darüber liegenden Bereich mit den drei segmentbogenförmigen und mit hellen Faschen betonten Fenstern verlaufen die Linien zum Teil. Oberhalb der Bögen wurden teilweise deutlich kleinere Steine und Granitsplitter verwendet. Ein ähnliches Bild zeigt sich auch der nördlichen Kirchenwand: Die ersten fünf bis sechs Lagen sind sorgsam geschichtet. In Höhe des mittleren Fensters steht eine rechteckige, gräulich verputzte Vorhalle aus Mauerziegeln mit einem rundbogenförmigen, einfach gestuften Portal sowie je einem kleinen, rechteckigen Fenster an der Ost- und Westseite. Theo Engeser und Konstanze Stehr geben als Länge für das Kirchenschiff 9,50 Meter bei einer Breite von 7,60 Metern an. Der leicht eingezogene, gerade Chor mit 5,45 Metern Länge und 6,30 Metern Breite fußt auf einem Feldsteinsockel, dessen Steine im Sockel ungleichmäßig geschichtet wurden, während die darüber verlaufenden drei Linien gleichmäßig verlegt wurden. Der überwiegende Baukörper ist jedoch aus Mauerziegeln errichtet und weiß verputzt. Im östlichen Bereich ist auf der Nord- und Südseite je ein segmentbogenförmiges Fenster vorhanden, dass in der Chorwand als Blende ausgeführt ist. Im ebenfalls hell verputzten Ostgiebel ist eine kleine Öffnung erkennbar. Der 4,10 Meter lange Kirchturm ist bis auf einen Sockel im östlichen Bereich vollständig verbrettert und nimmt mit 7,30 Metern die Breite des Kirchenschiffs fast auf. Der Feldsteinsockel lässt die Vermutung zu, dass der Turm zu einer früheren Zeit bis zur Traufhöhe des Kirchenschiffs aus Feldsteinen errichtet war. Im oberen Geschoss sind pro Seite je zwei kleine und rechteckige Klangarkaden eingebaut. Dahinter hängt eine Glocke von A. Modelhauer aus Brandenburg/Havel aus dem Jahr 1562. Das Satteldach des Kirchenschiffs ist mit rötlichem Biberschwanz eingedeckt, ebenso das quer gesetzte Satteldach des nördlichen Anbaus sowie das Pyramidendach des Turms. Dieser schließt mit einer Turmkugel, Wetterfahne und Stern ab.

## Ausstattung
Das schlichte Altarretabel schuf der Tischler A. Halm im Jahr 1715. Weiterhin finden sich an den Wänden Reste mittelalterlicher Wandmalereien sowie eine Hufeisenempore aus dem 17./18. Jahrhundert, deren Südteil entfernt wurde. Im Innern befindet sich weiterhin eine Gedenktafel für die Opfer des Ersten Weltkrieges.